# Arthur Marvin
Arthur Marvin (ur. 26 maja 1859 w Warren w hrabstwie Onondaga w stanie Nowy Jork, zm. 18 stycznia 1911 w Los Angeles w Kalifornii) – amerykański filmowiec epoki początków kina.
Pracował dla firmy American Mutoscope and Biograph Company, był autorem ponad 400 filmów zrealizowanych w latach 1897-1911. Wyreżyserował m.in. Sherlock Holmes Baffled, pierwszy znany film o Sherlocku Holmesie.